# Desa Waluya (administrativ by i Indonesien, lat -7,00, long 107,84)
Desa Waluya är en administrativ by i Indonesien.   Den ligger i provinsen Jawa Barat, i den västra delen av landet, 140 km sydost om huvudstaden Jakarta.